# Серебролютеций
Серебролютеций — бинарное неорганическое соединение, интерметаллид
лютеция и серебра
с формулой AgLu,
кристаллы.

## Получение
- Сплавление стехиометрических количеств чистых веществ:

{\displaystyle {\mathsf {Lu+Ag\ {\xrightarrow {T}}\ AgLu}}}

## Физические свойства
Серебролютеций образует кристаллы
кубической сингонии (примитивная решётка), пространственная группа P m3m, параметры ячейки a = 0,3541 нм, Z = 1,
структура типа хлорида цезия CsCl
.